# Bohutín, Šumperk
Bohutín là một làng thuộc huyện Šumperk, vùng Olomoucký, Cộng hòa Séc.